# Simon Fizes de Sauve
Simon Fizes, baron de Sauve (mort le 27 novembre 1579) est un ministre français, secrétaire d'État.

## Biographie
Originaire de Villeveyrac, Simon Fizes est fils de paysans instruit par l’Église. Petit clerc chez maître Jean de Rocoles, il devint secrétaire du garde des sceaux, Jean Bertrandi.
En 1553, il devient secrétaire d’État. En 1559, il est le principal secrétaire privé de la Reine Catherine de Médicis.
Lors du concile de Trente de 1562-1563, il accompagne le cardinal de Lorraine.
En 1563, il ajoute le titre de baron à son nom en l'achetant, ainsi que la terre qui va avec, à l’évêque de Montpellier.
Du 2 octobre 1567 à novembre 1579, il est Secrétaire d'État aux Affaires étrangères chargé du Danemark, de la Suède et de la Pologne où il succéda à Florimond Robertet, seigneur de Fresne.
En 1569, il épouse Charlotte de Beaune de Semblançay et de la Carte, vicomtesse de Tours (v. 1551-1617), fille de Jacques II de Beaune-Semblançay, chevalier de l’ordre du roi, gentilhomme ordinaire de la chambre et chambellan du duc d’Anjou.
De 1570 à 1579, il est Secrétaire d'État chargé de la gendarmerie et de la maison du roi. C'est à cette époque qu'il créa un service d'archives chargé du département de la guerre, ancêtre des Archives du service historique de la défense actuel. Le 2 janvier 1573, il est nommé gouverneur de Montpellier. La même année, Charles IX lui confie tous ses desseins au sujet de la Saint-Barthélemy, en le chargeant seul de l'expédition de toutes les dépêches secrètes relatives à cette fameuse journée.
En août de l'année suivante, il est envoyé, avec Villeroy, en Piémont pour y rencontrer Henri III et rétablir le contact entre le nouveau roi et la reine mère.
Il fut enterré dans l’Église des Célestins de Paris dans une petite chapelle au côté droit du grand autel.